# Ingujagun
Ingujagun (rusky: Ингуягун) je řeka v západní části Sibiře v Rusku. Její délka činí 235 km a levostranně se vlévá do řeky Tromjegan (přítok Obu). Povodí o ploše 5140 km² se nachází v Chantymansijským autonomním okruhu – Jugra. Protéká městem Kogalym.
Ingujagun pramení Západosibiřské rovině v bažinaté oblasti s hojným výskytem jezer. Řeka se orientuje jižním směrem a podél jejího středního a dolního toku vede železniční trať Surgut–Novyj Urengoj.